# Сатем езици
Сатем-езици са индоевропейски езици, при които праиндоевропейските палатализирани (онебнени) заднонебни съгласни /*ḱ/, /*ǵ/, /*ǵʰ/ се превръщат в шипящи предноезични съгласни /с/, /ш/ (/ж/), /θ/. Например, /*ḱ/ преминава в санскритското ś /ʃ/, латвийското, авестийското, праславянското /s/, литовското š /ʃ/, албанското th /θ/. Освен това заднонебните /*k/, /*g/, /*gʰ/ и лабиализираните (оустнени) заднонебни съгласни /*kʷ/, /*gʷ/, /*gʷʰ/ се сливат.
Арменският език се смята за сатем език въпреки оскъдни езикови данни. Това се дължи най-вече на вторични фонетични промени, както е например във френски и испански: лат. centum – фр. cent /sã/, но сард. chentu [кенту].

## Примери

### Корен *ḱm̥tóm
Основният пример за тази фонетична промяна е думата „сто“ в индоевропейските езици: праиндоевропейски корен *ḱm̥tóm „сто“, които дава
- в латвийски: simts,
- в авестийски: satəm,
- в санскрит: śatam,
- в персийски: sad,
- в литовски: šimtas,
- в български сто.

В кентум езиците коренът *ḱm̥tóm се развива по следния начин:
- в латински centum ([кентум]),
- в английски hund(red) (/h/ < *k, виж закон на Грим),
- в гръцки (he)katon,
- в уелски cant,
- в тохарски-Б kante.

### Корен *ḱerd-
Друг пример е индоевропейският корен *ḱerd- „сърце, среда“, който в сатем езиците дава
- в латвийски: sirds,
- в авестийски: zǝrǝdā,
- в санскрит: hr̥d,
- в арменски: sirt,
- в литовски: širdis,
- в български сърце.

В кентум езиците коренът *ḱerd- се развива по следния начин:
- в латински cor,
- в английски heart <*xirtan (/h/ < *k, виж закон на Грим),
- в гръцки καρδία,
- в ирландски croidue.

### Корен *ghel(w)
Трети пример е коренът *ghel(w) „жълт“. В сатем езиците той преминава в
- в латвийски: dzęltãns,
- в авестийски: zaray,
- в санскрит: hári,
- в български жълт < *жьлть.

В кентум езиците коренът се развива по следния начин:
- в латински helvus,
- в немски gelb < *gilwa-,
- в ирландски gel.